# Montbert

Montbert este o comună în departamentul Loire-Atlantique, Franța. În 2009 avea o populație de 2,975 de locuitori.